# 北洋海軍軍歌
《北洋海軍軍歌》，或稱《北洋水師軍歌》，是清朝北洋水師曾經使用的海軍軍歌。此曲曾一度失傳。海军历史学家馬幼垣教授在英国查阅资料时,在甲午战争后的一批英国外交档案影印本中意外尋得了这首用中文写成、帶有五線譜樂譜的北洋海軍軍歌。他将此歌曲交给中國海軍史研究會會長陳悅2009年帶回了中國大陸。隨後，經過中國人民解放軍作曲家雪野整理修復，總政治部歌舞團合唱團重新演唱了此曲。
中国人民解放军海军出品、中国中央电视台纪录片频道播出的紀錄片《北洋海軍興亡史》使用了修復後的此曲作为主題曲。

## 歌詞
寶祚延庥萬國歡

景星拱極五雲端

海波澄碧春輝麗

旌節花間集鳳鸞

## 外部連結
- Youtube上的北洋海軍軍歌（页面存档备份，存于）